# Czesław

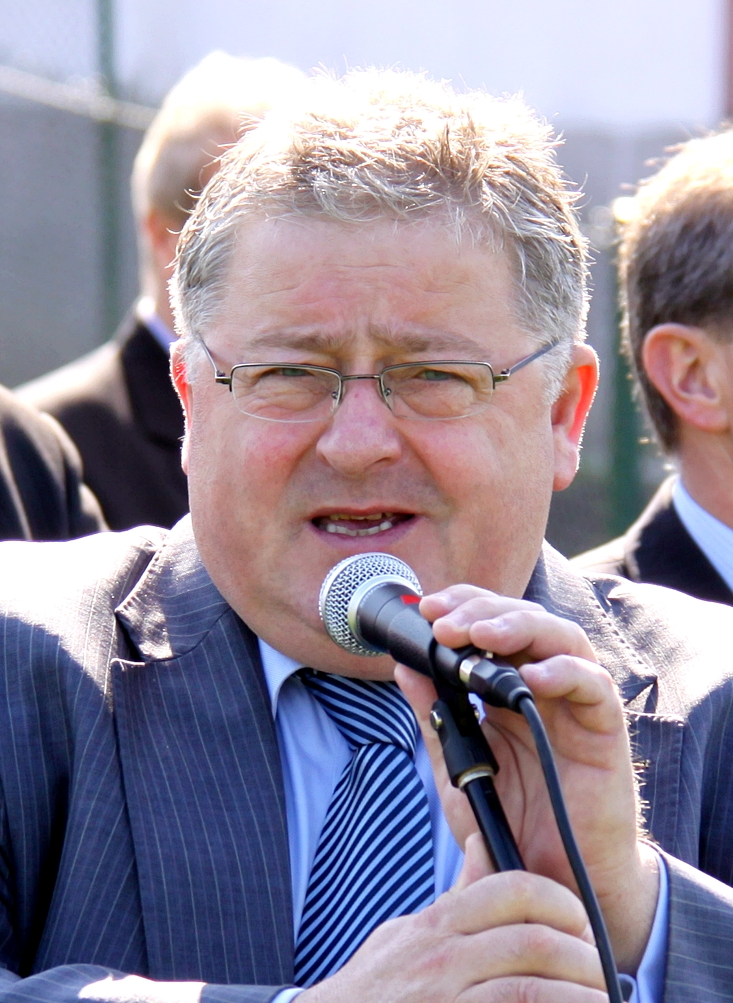
Czesław Siekierski, 2009.

Czesław är ett polskt mansnamn.

## Personer med namnet Czesław
- Czesław Kwieciński, polsk brottare
- Czesław Lang, polsk tävlingscyklist
- Czesław Miłosz, polsk författare
- Czesław Mozil
- Czesław Niemen, polsk sångare
- Czesław Siekierski, polsk politiker
- Czesław Słania, polsk frimärks- och sedelgravör